# Elaphromyia transversa
Elaphromyia transversa är en tvåvingeart som beskrevs av Hardy 1988. Elaphromyia transversa ingår i släktet Elaphromyia och familjen borrflugor. Inga underarter finns listade i Catalogue of Life.